# Présence protestante
Présence protestante est une émission de télévision française consacrée au protestantisme, diffusée  chaque dimanche matin sur France 2 de 10 h à 10 h 30, depuis 1955. 

## Historique
Elle est créée le 2 octobre 1955 par le pasteur Marcel Gosselin, sous l'impulsion du pasteur Marc Boegner, alors président de la Fédération protestante de France. Diffusée sur la RTF, elle porte d'abord le titre Émission protestante, puis emprunte le titre de l’émission suisse romande Présence protestante. En 1964, une seconde chaîne de télévision est créée. La RFT est alors renommée première chaîne de la RTF, puis TF1 en 1974. Depuis la privatisation de TF1 en 1986, Présence Protestante est désormais diffusée sur France 2.
Depuis 2013, l'émission est diffusée dans le cadre des Chemins de la foi, série d'émissions hebdomadaire représentant les sept religions principales en France : le judaïsme, les chrétiens orientaux, les chrétiens orthodoxes, l’islam, le bouddhisme, le protestantisme et le catholicisme.

## Production des émissions
La production éditoriale de l’émission est confiée dès ses débuts au service Télévision de la Fédération protestante de France. Depuis 1955, six producteurs éditoriaux se sont succédé :
- 1955-1980 : Marcel Gosselin ;

- 1980 – 1989 : Jean Domon ;

- 1989-2004 : Claudette Marquet ;

- 2004-2015 : Séverine Boudier Daudé ;

- 2015- 2018 : Marie Orcel ;

- Depuis 2018 : Christophe Zimmerlin.

La production exécutive est, quant à elle, assurée par France Télévisions et ses filiales de production. Depuis 2013, c’est France.tv studio qui en a la charge. 

## Les programmes
Présence Protestante a pour mission « d’être une parole de Dieu pour les femmes et les hommes d’aujourd’hui ». La programmation de Présence Protestante s’est au fur et à mesure construite autour des cinq solas, qui sont une des bases fondatrices de la théologie protestante : Sola scriptura (par l’Écriture seulement), Sola fide (par la foi seulement), Sola gratia (par la grâce seulement), Solus Christus (Christ seulement), Soli Deo gloria (à Dieu seul la Gloire). Cela se traduit par cinq types de programmes différents : les cultes, les documentaires, et divers formats d’émissions consacrés respectivement à la foi, à l’éthique et à la lecture et compréhension de la Bible.

### Les cultes
Présence Protestante diffuse en moyenne un culte par mois, tous les quatrièmes dimanches du mois. Ces cultes télévisés prennent différentes formes : 
- les cultes diffusés en Eurovision : d'une durée d'une heure, ils sont diffusés en Eurovision à l'occasion des grandes fêtes chrétiennes : Pâques, Ascension, Pentecôte et Noël. Les principaux partenaires de ces cultes en Europe sont la Suisse, la Belgique et l'Italie, et sont diffusés simultanément sur France 2, sur la RTS, la RSI, la RTBF et la Rai ;
- les cultes en direct : ils ont lieu depuis les différentes paroisses protestantes en France. Le choix du lieu varie de manière à représenter toute la diversité du monde protestant et les divers mouvements d'Églises membres de la Fédération Protestante de France ;
- les cultes en studio : ce format, appelé Notre culte propose aux téléspectateurs de suivre un culte plus intimiste, avec deux ou trois participants, un groupe de musiciens, et une ou un pasteur(e). ;
- les cultes spéciaux : à chaque mois de septembre, Présence Protestante diffuse un culte "spécial", hors des cadres et des murs d'une Église : culte avec les motards, culte des surfeurs, culte en maison de retraite ou depuis l’aumônerie de l'aéroport de Paris-Charles-de-Gaulle .

### Les émissions consacrées aux textes bibliques
Présence Protestante diffuse deux types d'émissions spécifiquement dédiés à la découverte et l'étude des textes bibliques : 
- "XXI siècles après Jésus-Christ" : émission présentée par la théologienne Marion Muller-Colard et réalisée par Denis Cerantola. Diffusée tous les deux mois, l'émission réunit trois invités qui ne se connaissent pas et qui découvrent ensemble au moment du tournage un texte biblique. Ils en discutent ensuite ensemble pendant deux jours, en compagnie de Marion Muller-Colard. Le tournage a lieu dans le parc de l'Abbaye de Sainte-Lioba, dans les Bouches-du-Rhône.
- "Ma Bible" : une nouvelle série d'émission, diffusée à partir de septembre 2022, consacrée aux grands récits bibliques, et à la façon dont ils nous parlent encore aujourd’hui. L'émission est préparée par Eric Denimal, pasteur, journaliste et auteur de La Bible pour les nuls, et réalisée par Jean-Rodolphe Petit-Grimmer. Le tournage a lieu dans les locaux de l'Alliance biblique française, à Paris.

### Les documentaires
Présence Protestante diffuse en moyenne 8 documentaires inédits par an, ainsi que 2 documentaires œcuméniques d'une heure coproduits avec Le Jour du Seigneur. Parmi les documentaires de Présence Protestante, il existe plusieurs collections : 
- "Histoire vivante du protestantisme" : collection de documentaires réalisés par Jean-Yves Fischbach et consacrée aux grands mouvements protestants : mennonisme, pentecôtisme, l'Église vaudoise etc.
- "Protestants du monde" : série de documentaires qui parcourent la planète pour découvrir et comprendre qui sont les protestants d'ailleurs : au Groenland, au Népal, aux USA, en Tanzanie, Algérie, Italie etc.
- "Peinture et protestantisme" : série de documentaires consacrés à l'histoire entre protestantisme et peinture, réalisés par Audrey Lasbleiz et co-écrits avec l'historienne de l'art Marie-Laure Ruiz-Maugis.
- "Portrait d'Église" : nouvelle série dont le propos est de dresser à chaque numéro le portrait d’une église locale, de son fonctionnement, de ses membres dans leur environnement.
- "Les Actes des Apôtres du XXIe siècle" : série co-produite avec Le Jour du Seigneur, qui interroge la résonance actuelle des thèmes présents dans le Livre des Actes des Apôtres : baptême, guérison, annonce de la Bonne Nouvelle, etc.

### Ma foi
Cette série d'émission thématique, diffusée tous les deux mois le premier dimanche du mois, explore différents thèmes du quotidien au travers du prisme de la foi, grâce à plusieurs séquences : une enquête pour présenter le thème du jour, un micro-trottoir, un entretien en plateau avec un(e) pasteur(e) ou théologien(ne) et une séquence en pleine nature, en lien avec le sujet traité. 

### Variations éthiques
Cette série, diffusée tous les 5eme dimanches du mois, a pour objectif de faire entendre la diversité des arguments mis en avant par les protestants dans les débats où intervient une dimension « éthique » : addictions, amour et sexualité, fin de vie, rapport entre science et foi, famille etc. 

### Émissions spéciales
- La Matinée interreligieuse : Tous les ans, en novembre, Présence Protestante participe à un programme spécial  proposé par l'ensemble des émissions religieuses des Chemins de la foi. D'une durée de 2h30, le programme se compose de plusieurs reportages et documentaires discutés ensuite en plateau en compagnie de différents intervenants, autour d'un même thème.
- La Matinée œcuménique : programme annuel diffusé en janvier et regroupant toutes les émissions chrétiennes des Chemins de la Foi : Le Jour du Seigneur, Présence Protestante, Chrétiens Orientaux et Chrétiens Orthodoxes. La matinée comprend un plateau de discussion et de reportages d'une heure et demie, suivi par une célébration œcuménique d'une heure.

## Prix et récompenses
- 1992 : Mention du Jury œcuménique au Prix Farel à Neuchâtel pour un portrait de Jacques Ellul « Sans arme, ni armure »
- 1994 : Prix spécial de la meilleure fiction du Jury œcuménique au Prix Farel à Neuchâtel pour : « Tous les oiseaux du ciel » et Prix des participants pour « Le Magazine de Présence Protestante »
- 1996 : Grand prix duJury œcuménique au Prix Farel à Neuchâtel : « La Miss Pop, de l’espoir pour les banlieues »
- 1998 : Prix de la meilleure émission de débats : « Agapè » - Comité de l'audiovisuel français (Sénat)
- 2000 : Grand prix du Jury œcuménique du Prix Farel à Neuchâtel : « Pierre rejetée, pierre d’angle » : documentaire sur la fondation John Bost
- 2002 : Grand prix du Jury œcuménique du Prix Farel à Neuchâtel : « Les défis de Madagascar » – co-production Présence Protestante & Le Jour du Seigneur
- 2004 : Mention du Jury œcuménique du Prix Farel à Neuchâtel : « Les gros mots de la foi : la grâce »
- 2006 : Grand prix du Jury œcuménique du Prix Farel à Neuchâtel : « Les miradors de la foi » – coproduction Présence Protestante & Zoulou Cie
- 2007 : Prix du Festival européen WACC-SIGNIS d’émissions religieuses de télévision pour le documentaire « Semeur de Gospel ». Soixante émissions venant de quatorze pays avaient été proposées à la compétition, parmi lesquelles dix-neuf ont été sélectionnées pour concourir à Kristiansand en Norvège. La WACC (Association mondiale pour la communication chrétienne, regroupant des réseaux protestants) et SIGNIS (Association catholique mondiale de communication), ont conjointement organisé ce Festival.
- 2010 : Mention du Jury œcuménique du Prix Farel à Neuchâtel : « Accompagnement spirituel à l’hôpital »
- 2012 : Mention du Jury œcuménique du Prix Farel à Neuchâtel : « Piet Mondrian »
- 2014 : Prix Farel à Neuchâtel – Catégorie moyens métrages : « La Justice restaurative »
- 2017 : Festival de télévision européen de programmes religieux Wacc-Signis – mention spéciale : « Un autre chemin »
- 2018 : Prix Farel à Neuchâtel – Catégorie moyen métrage : « Un autre chemin »